# 蒙泰勒德热拉
蒙泰勒德热拉（法語：Montel-de-Gelat，法語發音：[mɔ̃tɛl də ʒəla]）是法国多姆山省的一个市镇，属于里永区。

## 地理
蒙泰勒德热拉（45°56'14"N, 2°34'58"E）面积25.02 平方千米，位于法国奥弗涅-罗讷-阿尔卑斯大区多姆山省，该省份为法国中南部省份，北起阿列省接壤，东临卢瓦尔省，南至上盧瓦爾省和康塔爾省，西接科雷兹省和克勒兹省。
与蒙泰勒德热拉接壤的市镇（或旧市镇、城区）包括：栋特雷、梅兰沙勒、沙朗萨、孔布拉耶地区孔达、特拉莱格、维洛桑日。

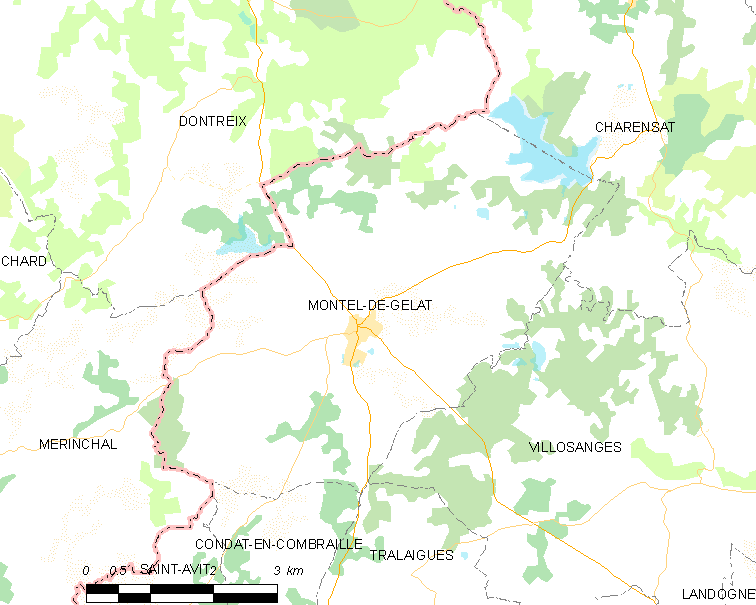
蒙泰勒德热拉的OSM定位图

蒙泰勒德热拉的时区为UTC+01:00、UTC+02:00（夏令时）。

## 行政
蒙泰勒德热拉的邮政编码为63380，INSEE市镇编码为63237。

## 政治
蒙泰勒德热拉所属的省级选区为圣乌尔斯县。

## 人口

1962-2008年间蒙泰勒德热拉人口变化图示

蒙泰勒德热拉于2022年1月1日时的人口数量为417人。